# Petites Sœurs de la Sainte-Famille (Sherbrooke)
Ne doit pas être confondu avec Petites Sœurs de la Sainte-Famille (Vérone).

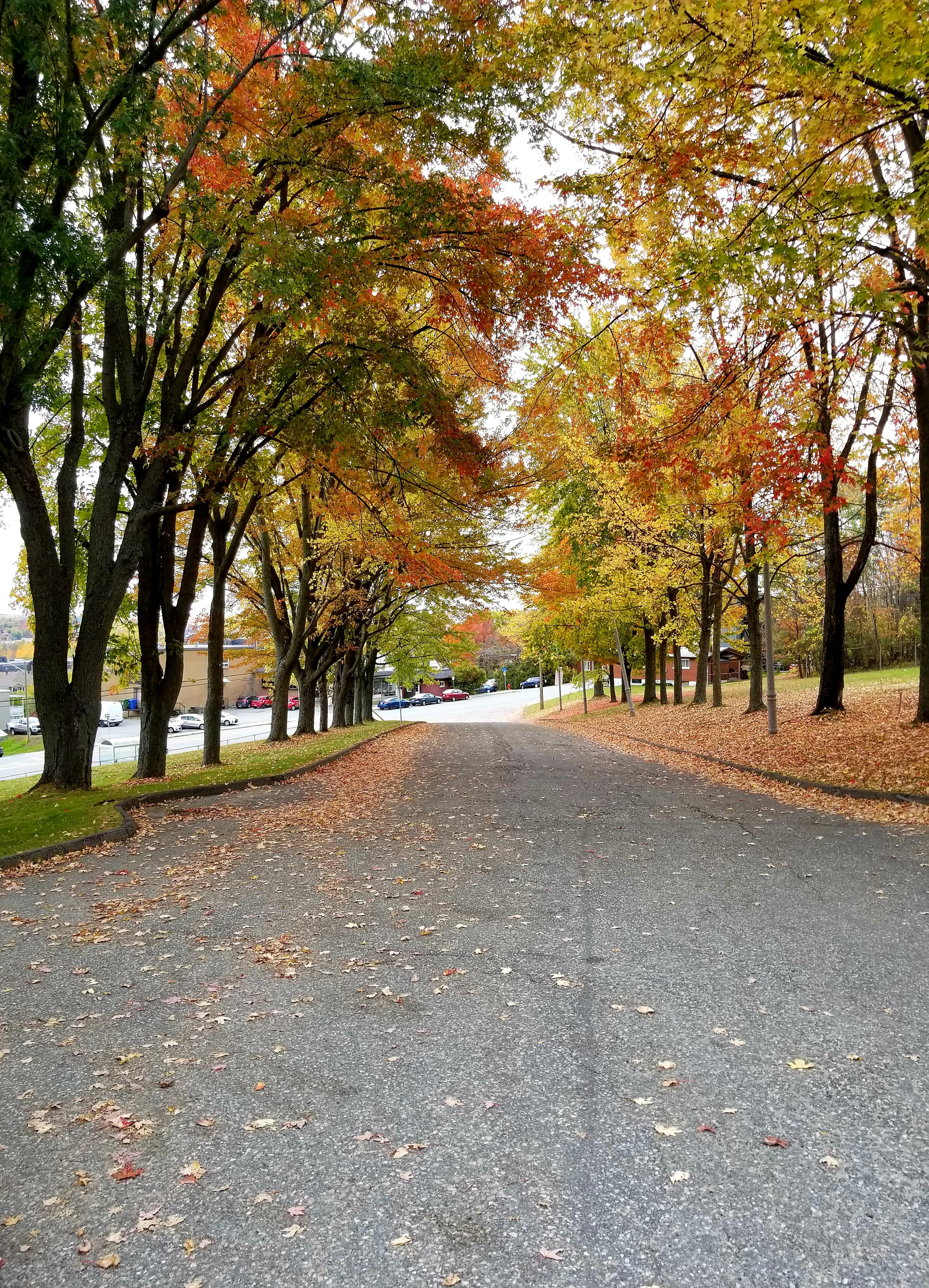
Montée du stationnement de la chapelle du couvent des Sœurs de la Sainte-Famille.

Les Petites Sœurs de la Sainte-Famille (en latin : Congregatio Parvarum Sororum a S. Familia de Sherbrooke) sont une congrégation religieuse féminine de droit pontifical.

## Historique
En 1874, Marie-Léonie Paradis, marianite de Sainte-Croix est envoyée à Memramcook (Nouveau-Brunswick) pour gérer l’équipe de religieuses marianites qui assument les travaux domestiques au collège Saint-Joseph dirigé par le père Camille Lefebvre, de la congrégation de Sainte-Croix.
Deux ans plus tard, Marie-Léonie inaugure un ouvroir pour former de jeunes acadiennes qui désirent se charger de l'entretien ménager au sein de la congrégation de Sainte-Croix. Après la formation, elles prononcent des vœux annuels et sont envoyés dans les collèges et les pensionnats. Le 31 mai 1880, à l'instigation du père Lefebvre, les pères de Sainte-Croix acceptent que la communauté soit détachée des marianites de Sainte-Croix et reconnue comme congrégation autonome. En 1893, elles s'établissent au collège des pères maristes à Van Buren (Maine), première fondation hors du Canada et de collèges dirigées par la congrégation de Sainte-Croix.
À la mort du père Lefebvre le 28 janvier 1895, le jeune institut compte près d'une centaine de religieuses mais Mgr John Sweeney, évêque du diocèse de Saint-Jean refuse d'accorder l'approbation diocésaine à l'institut. Mgr Paul LaRocque, évêque de Sherbrooke invite les sœurs à s'installer dans son diocèse afin de prendre en charge les travaux domestiques du séminaire de Sherbrooke et de l'évêché. Mère Paradis accepte cette proposition et le 5 août 1895 elle transfère la maison-mère et le noviciat à Sherbrooke. Le 26 janvier 1896, Mgr Larocque reconnaît officiellement les petites sœurs de la Sainte-Famille. L'institut obtient le décret de louange le 30 avril 1929 et l'approbation définitive le 2 mars 1937.

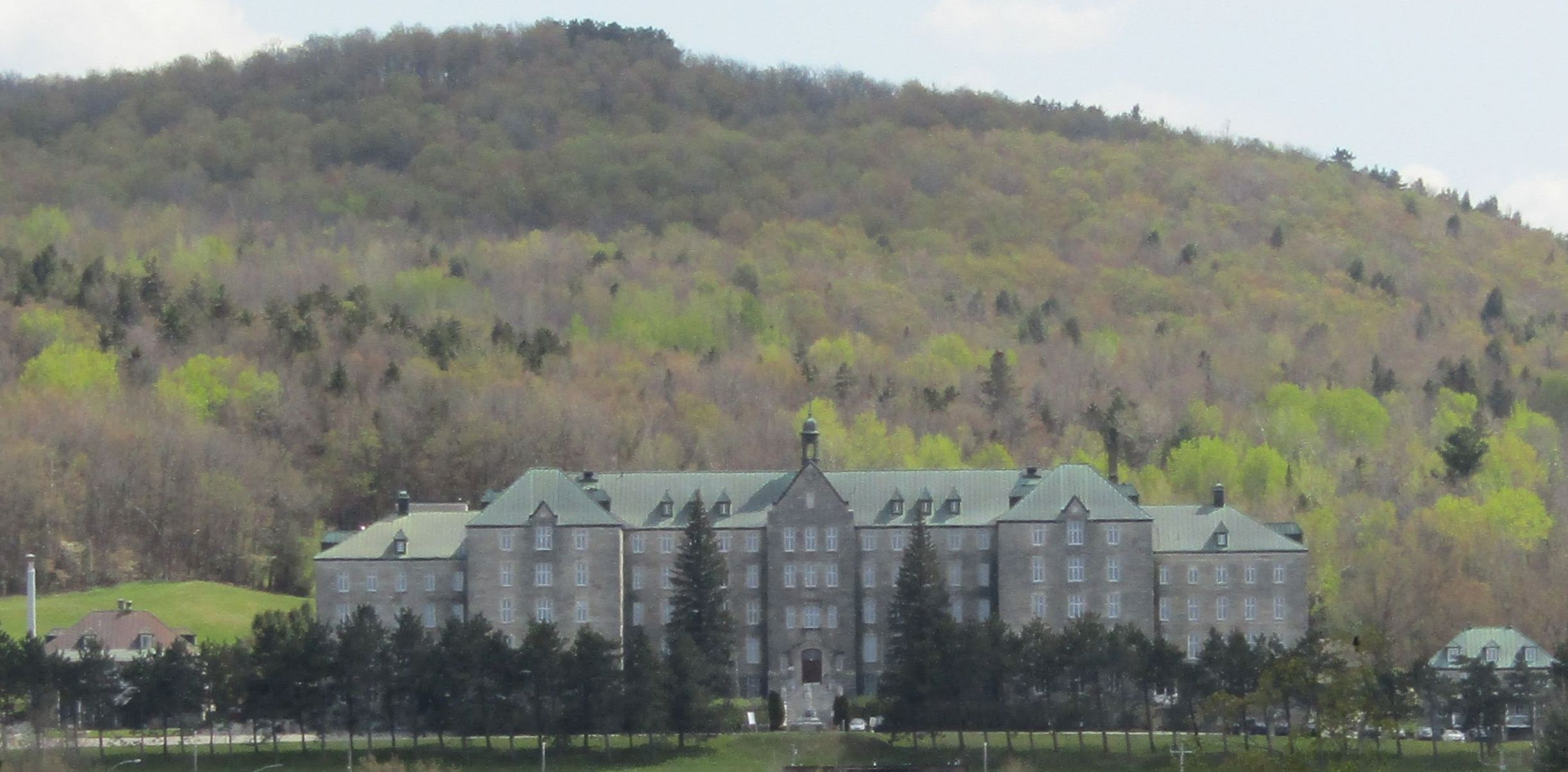
Façade  du couvent des Petites Sœurs de la Sainte-Famille (Sherbrooke).
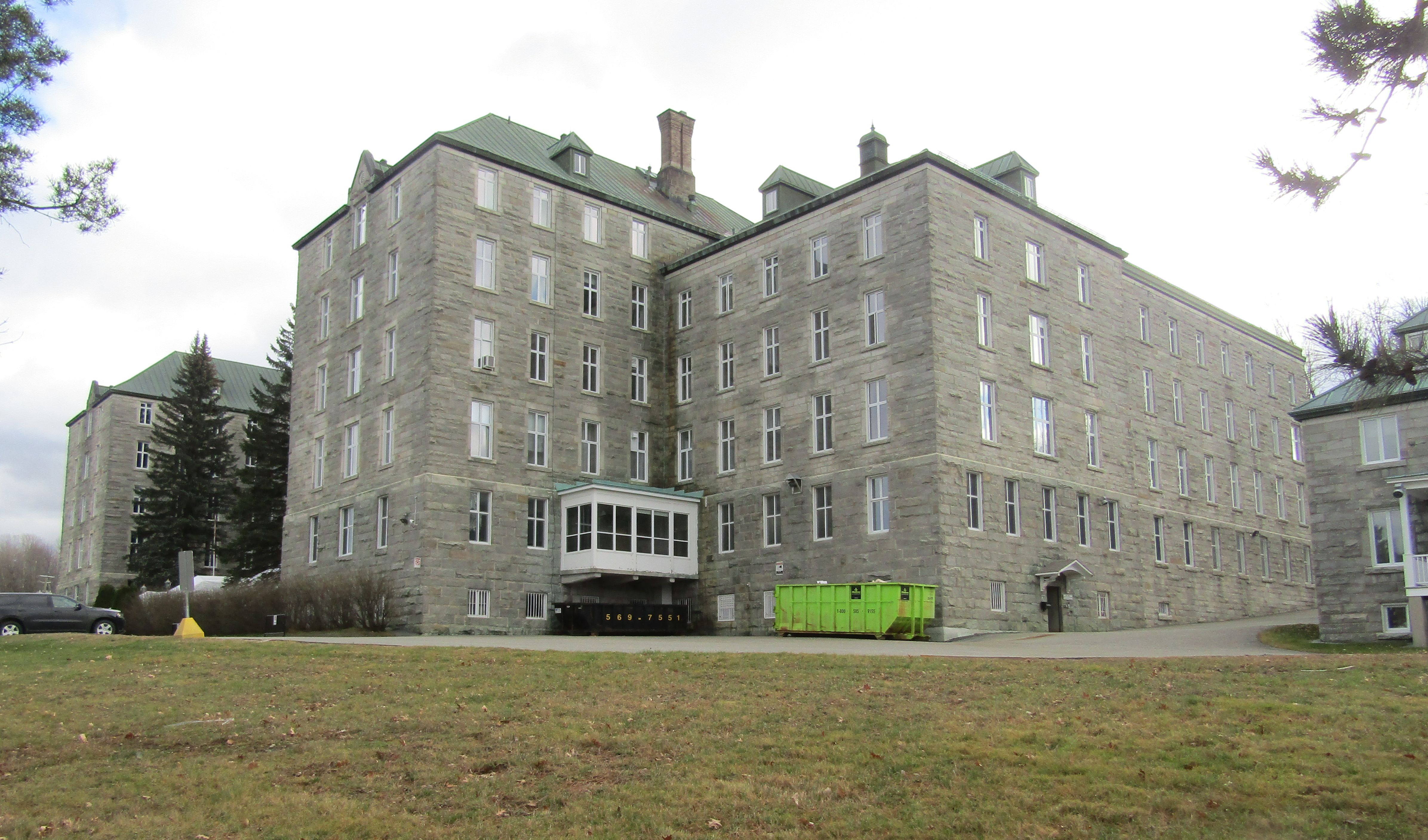
Couvent des Petites Sœurs de la Sainte-Famille (Sherbrooke).
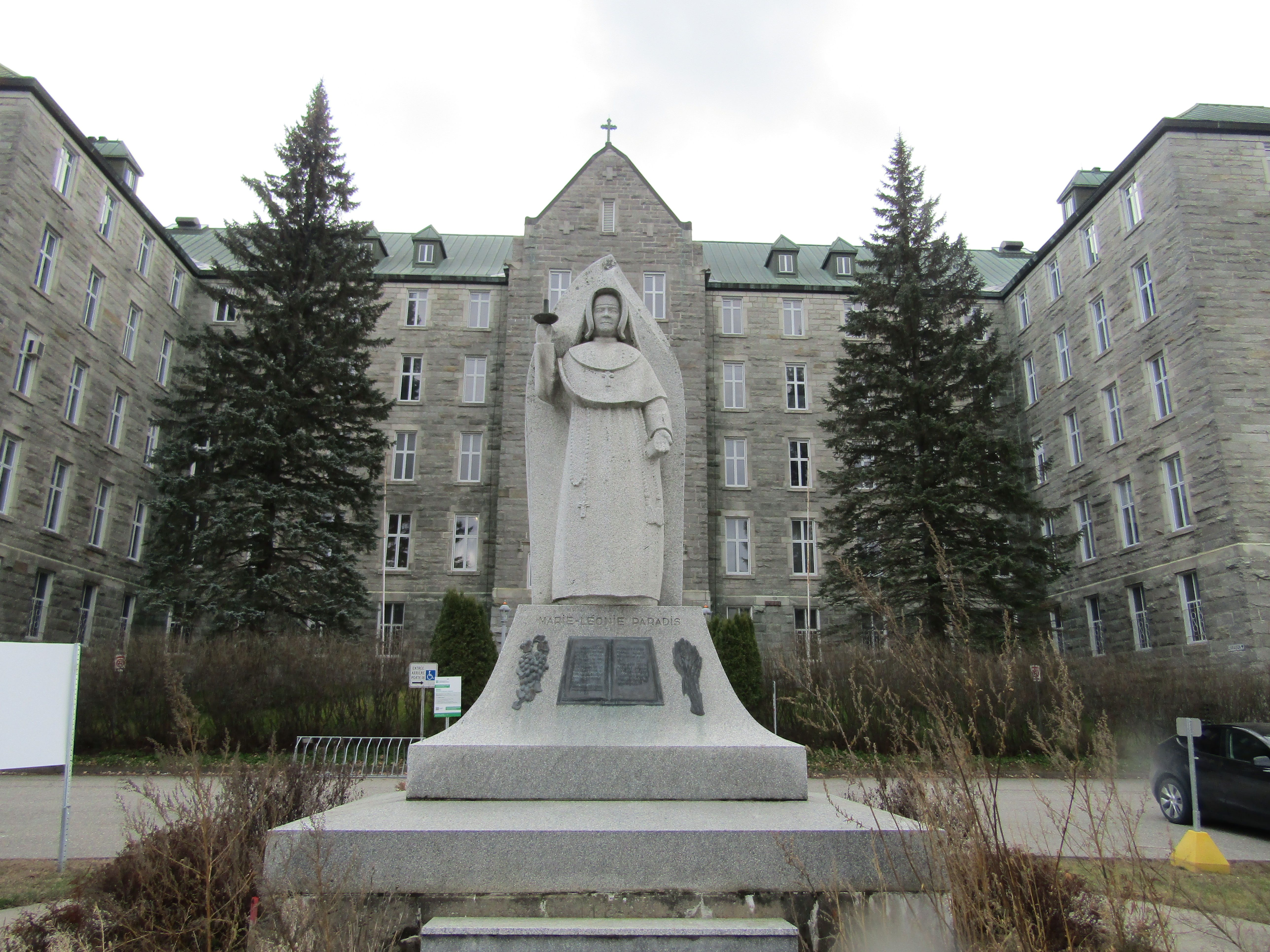
Facade du couvent.

Sur le site de Sherbrooke, la congrégation maintient deux cimetières : un cimetière anonyme et le cimetière Sainte-Famille.

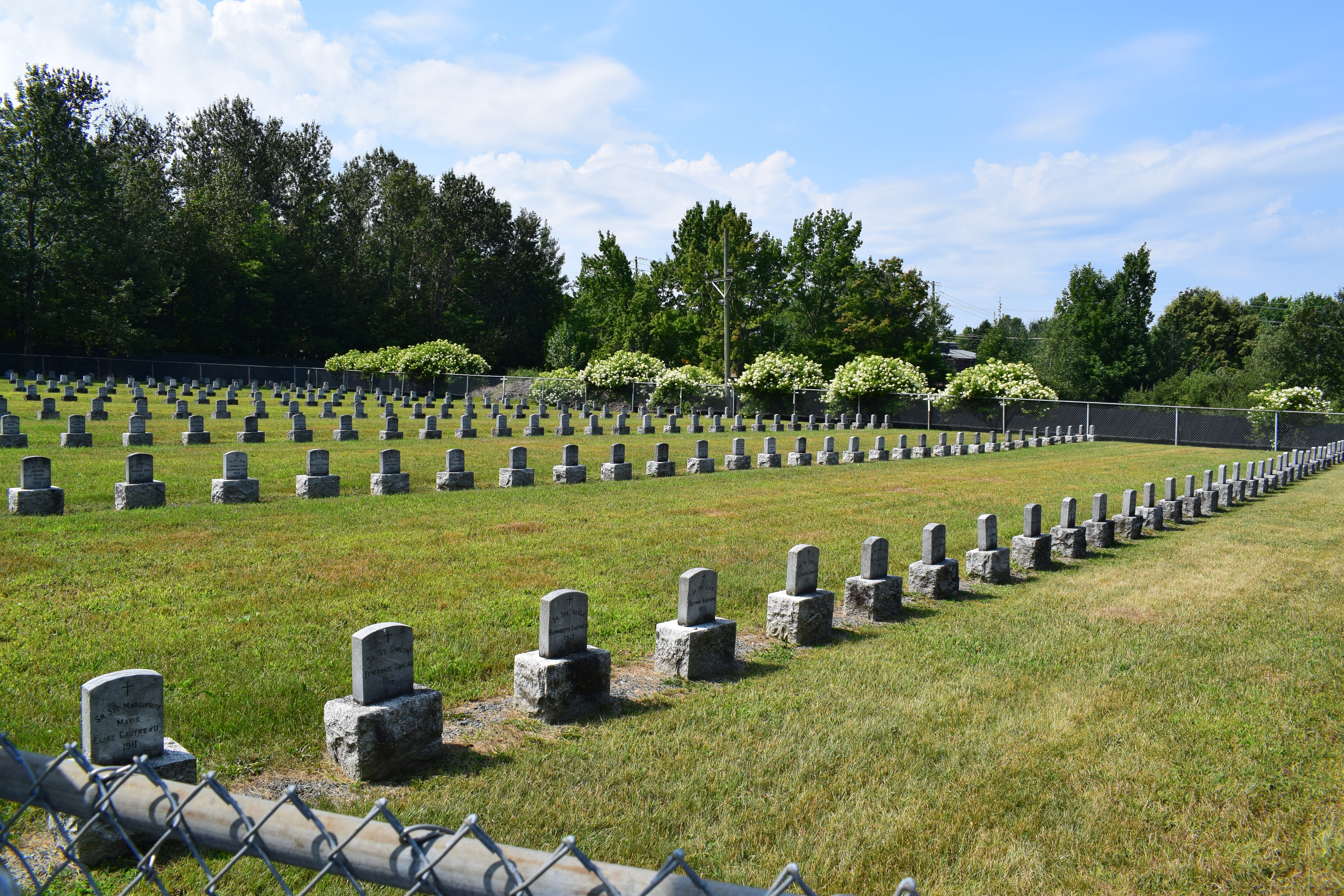
Cimetière Sainte-Famille de la congrégation (août 2025).
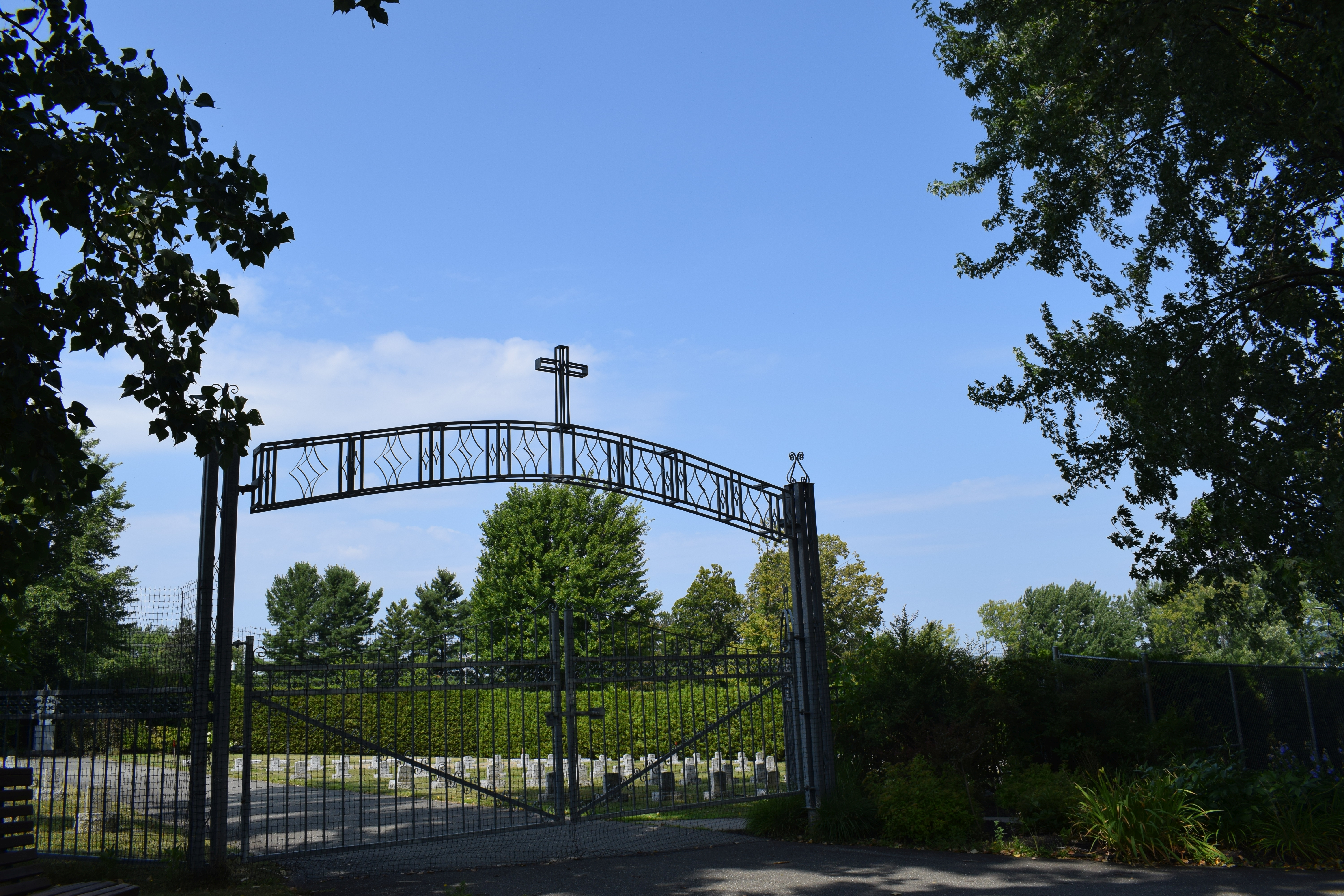
Entrée du cimetière anonyme (août 2025).

## Activités et diffusion
Les Petites Sœurs de la Sainte-Famille se consacrent à la catéchèse et au service domestique dans les collèges et les séminaires.
Elles sont présentes en :
- Amérique : Canada, États-Unis, Honduras.
- Europe : Italie.

La maison-mère est à Sherbrooke.
En 2017, la congrégation comptait 260 sœurs dans 17 maisons.